# Adopcja (film 1983)
Adopcja – dwuczęściowy telewizyjny film obyczajowy w reżyserii Grzegorza Warchoła, poruszający problem losu dzieci porzuconych i opuszczonych w sensie dosłownym i emocjonalnym; zajmuje się także tematyką adopcji. Scenariusz napisali Andrzej Mandalian oraz Andrzej Zajączkowski.
Główną bohaterką tego filmu jest Elżbieta (Jolanta Zykun). Z wykształcenia jest tłumaczką, w tym zawodzie też pracuje. Jej powołaniem jest jednak praca pedagoga. Z przekonaniem i poświęceniem walczy o prawa i poprawę losu nieszczęśliwych i zaniedbanych dzieci.

## Obsada
- Jolanta Zykun jako Elżbieta
- Asja Łamtiugina jako kierowniczka domu dziecka
- Piotr Machalica jako sędzia, kochanek Elżbiety
- Władysław Kowalski jako były mąż Elżbiety
- Aleksandra Koncewicz jako pracownica ośrodka adopcyjnego
- Krystyna Sznerr-Mierzejewska jako sędzia
- Barbara Więckowska jako sędzia
- Ewa Krępa
- Ewa Dałkowska jako kobieta starająca się o adopcję Ani
- Grażyna Dyląg-Mikołajczak jako Stanisława Potocka, matka Ani
- Maciej Małek jako mąż kobiety starającej się o adopcję Ani
- Krzysztof Pieczyński jako ojciec Ani
- Zbigniew Buczkowski jako dozorca bloku, w którym mieszkała Ania
- Marta Lipińska jako sąsiadka matki Ani
- Czesław Lasota jako pijak Czesław
- Cezary Sokołowski jako sąsiad matki Ani
- Małgorzata Bogdańska jako „narzeczona” ojca Ani
- Eugeniusz Wałaszek jako sąsiad matki Ani
- Ewa Sałacka jako Marzena Rokita, matka Krzysia
- Barbara Chmielewska
- Rafał Dąbek jako Krzyś
- Dymitr Hołówko jako lekarz starający się o adopcję Krzysia
- Jan Hencz
- Ryszard Kotys jako świadek, sąsiad Marzeny Rokity
- Halina Miller-Jończyk
- Krystyna Tolewska